# Corfebol nos Jogos Mundiais de 2009

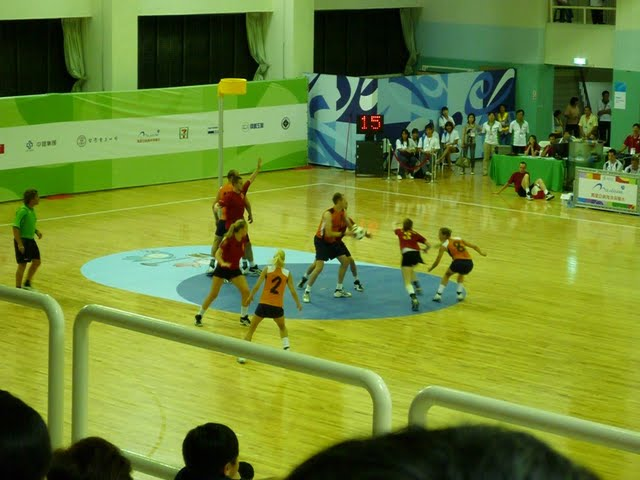
Final do torneio, entre Bélgica e Países Baixos.

As competições do corfebol nos Jogos Mundiais de 2009 ocorreram entre 17 e 21 de julho no Ginásio da Universidade Nacional de Kaohsiung. Por ser um esporte coletivo misto, apenas um evento foi disputado.

## Calendário

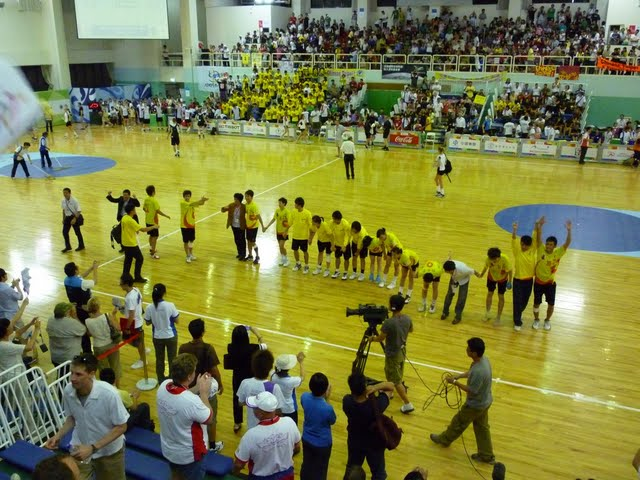
Seleção de Taipé Chinês, terceira colocada.

| Julho    | 16 | 17 | 18 | 19 | 20 | 21 | 22 | 23 | 24 | 25 | 26 | Finais |
| -------- | -- | -- | -- | -- | -- | -- | -- | -- | -- | -- | -- | ------ |
| Corfebol |    |    |    |    |    | 1  |    |    |    |    |    | 1      |

## Quadro de medalhas
| Ordem | País          | Medalha de ouro | Medalha de prata | Medalha de bronze |   |
| ----- | ------------- | --------------- | ---------------- | ----------------- | - |
| 1     | Países Baixos | 1               |                  |                   | 1 |
| 2     | Bélgica       |                 | 1                |                   | 1 |
| 3     | Taipé Chinesa |                 |                  | 1                 | 1 |
| TOTAL | TOTAL         | 1               | 1                | 1                 | 3 |

## Medalhistas
|  | Países Baixos |  | Bélgica |  | Taipé Chinesa                                                                                                 |
|  | Hendrika Brandsma Kim Cocu Suzanne Struik Mirjam Maltha Tim Bakker Jos Roseboom Andre Kuipers Leendert Jan Simons |  | Annelies Vandenberghe Annick Dekeyser Patty Peeters Veronique Biot Bart Cleyman Mitch Lenaerts Dennis Vermeiren Davor Duronjic |  | Chou Hsiang-ju Chu Shu-ping Lin Hsiu-yun Luo Wan-yao Wu Chun-hsien Chiu Chih-yi Huang Ling-fan Lin Shih-chieh |

## Resultados

### Primeira fase
| 1 | Países Baixos |
| 2 | Rússia        |
| 3 | Chéquia       |
| 4 | Austrália     |

| Horário     | Jogo          | Jogo  | Jogo          |
| ----------- | ------------- | ----- | ------------- |
| 17 de julho |               |       |               |
| 13:45       | Chéquia       | 21-16 | Austrália     |
| 17:25       | Países Baixos | 35-8  | Rússia        |
| 18 de julho |               |       |               |
| 13:45       | Rússia        | 18-12 | Austrália     |
| 17:25       | Chéquia       | 10-34 | Países Baixos |
| 19 de julho |               |       |               |
| 13:45       | Países Baixos | 37-10 | Austrália     |
| 17:25       | Chéquia       | 15-19 | Rússia        |

| 1 | Bélgica       |
| 2 | Taipé Chinesa |
| 3 | Portugal      |
| 4 | Reino Unido   |

| Horário     | Jogo          | Jogo  | Jogo         |
| ----------- | ------------- | ----- | ------------ |
| 17 de julho |               |       |              |
| 15:35       | Bélgica       | 25-13 | Grã-Bretanha |
| 19:15       | Taipé Chinesa | 26-19 | Portugal     |
| 18 de julho |               |       |              |
| 15:35       | Grã-Bretanha  | 11-15 | Portugal     |
| 19:15       | Taipé Chinesa | 16-30 | Bélgica      |
| 19 de julho |               |       |              |
| 15:35       | Bélgica       | 26-18 | Portugal     |
| 19:15       | Taipé Chinesa | 17-14 | Grã-Bretanha |

### Segunda fase
| Horário      | Jogo          | Jogo  | Jogo            |
| ------------ | ------------- | ----- | --------------- |
| 20 de julho  |               |       |                 |
| 13:45 Jogo A | Portugal      | 22-10 | Austrália       |
| 15:35 Jogo B | Grã-Bretanha  | 12-13 | República Checa |
| 17:25 Jogo C | Bélgica       | 24-8  | Rússia          |
| 19:15 Jogo D | Taipé Chinesa | 13-29 | Países Baixos   |

| Horário              | Jogo      | Jogo  | Jogo            |
| -------------------- | --------- | ----- | --------------- |
| 21 de julho          |           |       |                 |
| 12:30 Disp. 7º lugar | Austrália | 18-31 | Grã-Bretanha    |
| 14:30 Disp. 5º lugar | Portugal  | 18-19 | República Checa |
| 16:30 Disp. 3º lugar | Rússia    | 18-25 | Taipé Chinês    |
| 18:30 Final          | Bélgica   | 20-25 | Países Baixos   |

### Classificação final

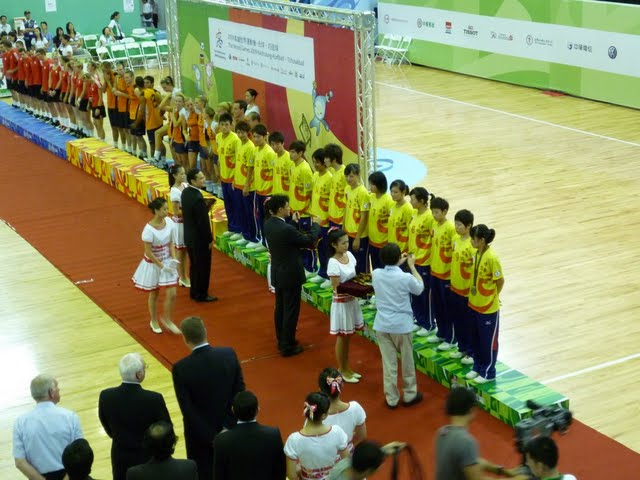
Pódio do torneio.

| Pos. | País          |
| ---- | ------------- |
|      | Países Baixos |
|      | Bélgica       |
|      | Taipé Chinesa |
| 4    | Rússia        |
| 5    | Chéquia       |
| 6    | Portugal      |
| 7    | Reino Unido   |
| 8    | Austrália     |